# ARE YOU "FRIED CHICKENz"??
『ARE YOU "FRIED CHICKENz"??』(アー ユー フライドチキンズ)は、2010年6月23日に発表されたGACKTのコンピレーション・アルバム。

## 概要
- YELLOW FRIED CHICKENs名義としての初ライブ『GACKT YELLOW FRIED CHICKENs 煌☆雄兎狐塾 〜男尊女秘肌嘩祭〜』のセットリストを再現したアルバム。

## 収録曲
1. 斬 〜ZAN〜 (4:34)
36thシングル「雪月花 -The end of silence-/斬 〜ZAN〜」の2曲目。
2. DYBBUK (3:24)
4thアルバム『Crescent』収録。ミックス違いで、4thアルバム『Crescent』同様、アウトロが僅かながらつながっているが、イントロが新規取り直しされた「NINE SPIRAL」のイントロに差し替えられている(ちなみに、4thアルバム『Crescent』のアウトロは、「MIND FOREST」のイントロがつながっているバージョンで収録されている)。
3. NINE SPIRAL (3:53)
7thシングル「Secret Garden」のカップリング。アルバム初収録。ミックス違いでイントロが短くカットされ、イントロにあったオルゴール音が消され、アウトロのギャップ(無音状態)がカットされている。
4. SPEED MASTER (3:40)
3rdアルバム『MOON』収録。
5. LU:NA (3:30)
3rdアルバム『MOON』及び、15thシングル「Lu:na/OASIS」収録。本作に収録されているのはベストアルバム『THE SIXTH DAY 〜SINGLE COLLECTION〜』収録の再録バージョン。
6. 君が待っているから (4:11)
4thアルバム『Crescent』収録。
7. MIND FOREST (4:25)
4thアルバム『Crescent』収録。
8. WHITE EYES (3:42)
4thアルバム『Crescent』収録。
9. JUSTIFIED (3:34)
音源化は今作が初。
10. JESUS (3:31)
28thシングルの表題曲。本作に収録されているシングル曲の中で最も古い楽曲。
11. FLOWER (5:37)
34thシングルの表題曲。
12. KAGERO (6:24)
サポートメンバーであるchachamaruのソロアルバム『AIR』収録曲。本作に収録されているのは、サウンドトラック『「SLO-PACHINKO GLADIATOR EVOLUTION」 Original Soundtrack』に収録の再録バージョン。
13. UNCONTROL ♂狂喜乱舞edition♂ (Mar. 21, 2010 LIVE ver.) (6:59)
音源化は今作が初。後にスタジオレコーディング版が38thシングル「EVER」のカップリング曲として収録された。
14. JUSTIFIED (Mar. 21, 2010 LIVE ver.) (5:25)
本作の9曲目に収録されている楽曲のライブバージョン。